# حمام اسحاق‌خان
حمام اسحاق‌خان؛ نام حمامی تاریخی مربوط به اوایل دورهٔ قاجار است و در شهرستان مشهد، روستای شریف‌آباد واقع شده و این اثر در تاریخ ۱۳ بهمن ۱۳۸۸ با شمارهٔ ثبت ۲۹۲۸۶ به‌عنوان یکی از آثار ملی ایران به ثبت رسیده‌است.